# 野並駅
野並駅（のなみえき）は、愛知県名古屋市天白区野並にある、名古屋市交通局（名古屋市営地下鉄）桜通線の駅。2011年（平成23年）3月までは桜通線の終着駅だった。駅番号はS17。

## 歴史
- 1994年（平成6年）3月30日：開業[2]。
- 2000年（平成12年）9月11日：東海豪雨による水害により、駅構内が浸水する[3]。
- 2011年（平成23年）
  - 3月27日：当駅 - 徳重駅間 (4.2km) が開業し、中間駅となる[4]。
  - 7月23日：可動式ホーム柵使用開始。

## 駅構造

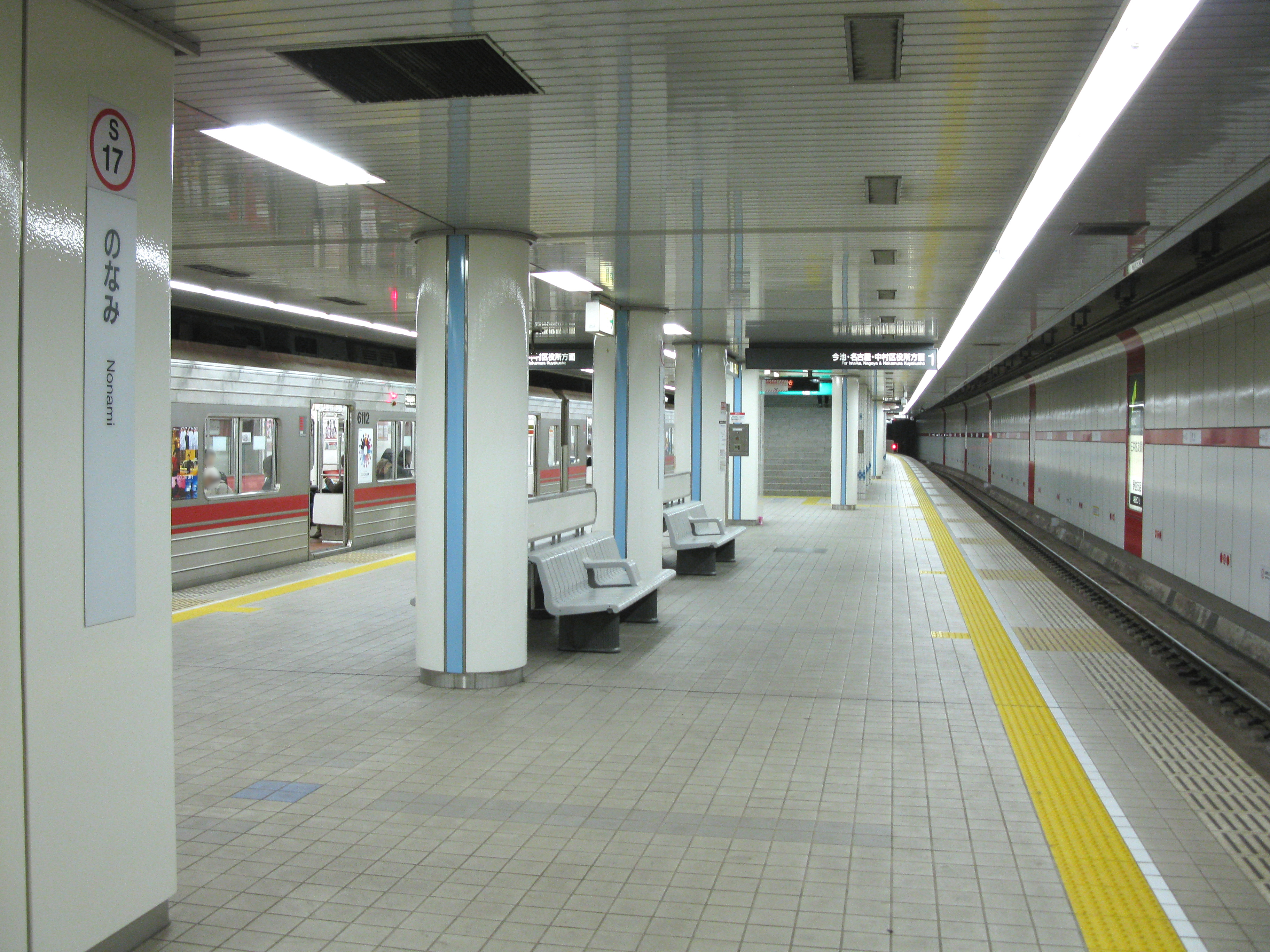
ホーム（2010年3月）

島式ホーム1面2線を有する地下駅で、可動式ホーム柵が設置されている。ホームは20m車8両編成まで対応している。
2011年（平成23年）3月の徳重駅開業までは、主に2番ホームを使用し、1番ホームはラッシュ時に使用していた。また、開業時より将来の延伸に備えて終端側にも線路が多少延びており、営業終了後の留置線として使用されていた（今池駅や桜山駅の留置線よりかなり長く、縦に3編成留置可能であった。延伸開業後は、この線路はそのまま本線に転用されたため留置は不可能である）。引き上げ線はないが、太閤通発の終電1本前は当駅止まりであり、到着後に留置される。徳重延伸後も夜間滞泊に備えて鶴里寄りに両渡り線が残っている。
当駅は、桜通線運転区が管轄しており、一部列車で乗務員交代を行う。
かつては駅構内に、セブン-イレブン名古屋地下鉄野並駅店が入居していたが、2019年（平成31年）3月に閉店した。
出入口は4ヶ所で、他に自転車置場が隣接している。改札外のエレベーターは3番出入口にのみ設置されている。

### のりば
| ホーム | 路線   | 行先                     |
| ------ | ------ | ------------------------ |
| 1      | 桜通線 | 徳重方面                 |
| 2      | 桜通線 | 今池・名古屋・太閤通方面 |

## 利用状況
2019年（令和元年）度の乗車人員は2,475,656人で、1日平均乗車人員は6,764人である。
2010年（平成22年）度までは桜通線の中では名古屋駅・久屋大通駅・今池駅に次ぐ第4位、他線との接続がない桜通線の単独駅では最多の第1位であったが、徳重に延伸された翌2011年（平成23年）度から急激に落ち込んでいる。以降、桜通線の単独駅で最も利用者数の多い駅は桜山駅となった。
開業以降の年度別乗車人員の推移は下表のとおりである。
| 年度               | 乗車人員 | 乗車人員  |
| 年度               | 1日平均  | 年度毎    |
| ------------------ | -------- | --------- |
| 1993年（平成05年） | 6,744    | 13,488    |
| 1994年（平成06年） | 8,859    | 3,233,668 |
| 1995年（平成07年） | 10,458   | 3,827,526 |
| 1996年（平成08年） | 11,659   | 4,255,677 |
| 1997年（平成09年） | 12,263   | 4,476,046 |
| 1998年（平成10年） | 12,629   | 4,609,464 |
| 1999年（平成11年） | 13,048   | 4,775,674 |
| 2000年（平成12年） | 13,250   | 4,836,253 |
| 2001年（平成13年） | 14,544   | 5,308,488 |
| 2002年（平成14年） | 14,707   | 5,368,223 |
| 2003年（平成15年） | 16,069   | 5,881,294 |
| 2004年（平成16年） | 15,859   | 5,788,437 |
| 2005年（平成17年） | 15,625   | 5,703,242 |
| 2006年（平成18年） | 15,791   | 5,763,696 |
| 2007年（平成19年） | 15,854   | 5,802,455 |
| 2008年（平成20年） | 16,056   | 5,860,498 |
| 2009年（平成21年） | 15,912   | 5,808,032 |
| 2010年（平成22年） | 15,905   | 5,805,212 |
| 2011年（平成23年） | 6,909    | 2,528,578 |
| 2012年（平成24年） | 6,979    | 2,481,568 |
| 2013年（平成25年） | 6,736    | 2,458,792 |
| 2014年（平成26年） | 6,683    | 2,439,162 |
| 2015年（平成27年） | 6,770    | 2,477,899 |
| 2016年（平成28年） | 6,807    | 2,484,416 |
| 2017年（平成29年） | 6,908    | 2,521,419 |
| 2018年（平成30年） | 6,859    | 2,503,654 |
| 2019年（令和元年） | 6,764    | 2,475,656 |

## 駅周辺
※ 野並も参照。
なお、駅は天白区に位置するが、駅南部を流れる藤川から南側は緑区に属する。

### 周辺の施設
| - 愛昇殿 レクストの杜・野並 - ヤマダデンキ テックランドNew野並店 - ラウンドワン 鳴海店 - 名古屋野並郵便局 - あいち銀行 野並支店 - 名古屋銀行 野並支店 - 相生山 | - 名古屋市立若宮商業高等学校 - 名古屋自動車学校 天白校 - 東海通（名古屋市道東海橋線） - 愛知県道59号名古屋中環状線 - 天白川 - 郷下川 - 藤川 |

### バス路線

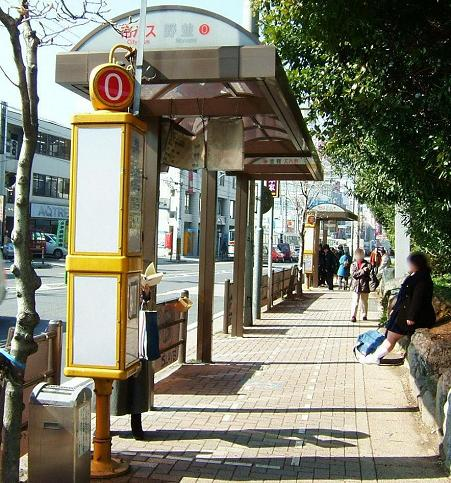
野並バス停

#### 路線バス
最寄りバス停は野並である。
以下の路線が乗り入れ、名古屋市交通局により運行されている。また、神宮前と鳴子みどりヶ丘を結ぶ名鉄バス（後に市バスの神宮13に変更となり2011年（平成23年）3月まで運行）が経由していたこともある。
- 名港16 : 地下鉄鳴子北 行き、名古屋港 行き
- 植田11 : 地下鉄鳴子北 行き、地下鉄植田 行き
- 新瑞15 : 地下鉄鳴子北 行き、新瑞橋 行き
- 地鳴・瑞 : 地下鉄鳴子北 行き、瑞穂運動場東 行き

※1994年（平成6年）3月から2011年（平成23年）3月までは桜通線の終点であったため、野並を発着する路線が多数存在した。バスターミナルはなく、写真のように東海通東行き車線の脇など、野並交差点の周辺に複数の停留所が建てられていた。

#### 高速バス
- 青春ドリームなごや号 東名江田・東京駅・新木場駅行（ジェイアール東海バス）

※ 2021年（令和3年）2月1日、高速バスの「野並」バス停は廃止となった。

## 隣の駅
名古屋市交通局
 桜通線
鶴里駅 (S16) - 野並駅 (S17) - 鳴子北駅 (S18)